# 和歌山南陵高等学校
和歌山南陵高等学校（わかやまなんりょうこうとうがっこう）は、学校法人南陵学園が運営する、和歌山県日高郡日高川町に所在する私立高等学校。

## 概要

### 創立
元衆議院議員の井脇ノブ子が理事長を務める南陵学園が、井脇が理事長を務める財団法人少年の船協会の卒業生の進学先として、1990年（平成2年）に和歌山国際海洋高等学校の校名で設立した。なお、開校当初の校名に海洋が付いたが、所在地の川辺町（のち日高川町）は海に面していない。

### 再開校
モンゴルからの留学生も在籍していたが、2009年（平成21年）に不明瞭な会計が発覚し、多額の負債を残して井脇は2010年（平成22年）に校長と法人の理事長を辞職した。南陵学園の民事再生法適用に絡み、2012年（平成24年）度の生徒募集を行わず4月より一時休校したが、2016年（平成28年）4月より現在の校名に改めて再開校した。再開校に伴い、元オリックス・バファローズ2軍監督の岡本哲司が3年間野球部監督をつとめ、一時は野球部だけで100人の生徒が在籍し、部活動の県大会では上位の成績を収めた。

### 不透明な学校運営
しかし少子高齢化による定員割れは続き、2022年（令和4年）5月時点で1学年120人の定員360人に対し、在籍する生徒は半分未満の167人のみだった。その後も経営は安定せず、寮の設備も老朽化してトイレが詰まり、寮の食事が菓子パン1個の時期もあった。さらに、パワーハラスメントを受けたとして野球部の元キャプテンが野球部の総監督だった理事長を告訴し、通信制課程のウェブサイトの更新が2021年（令和3年）6月で止まった。
2022年3月には、高校授業料無償化に基づき支給された就学支援金の内、8ヶ月分の事業料にあたる約2,000万円の就学支援金を生徒の保護者へ返還していないことが和歌山県の調査で発覚。12月に県が文書で指導し、4月までに理事長が個人の資産から半分を用意するなどして授業料と相殺することで返還したが、県は「授業料との相殺は、返還方法として不適切」とした。さらに、修学旅行を新型コロナウイルスに伴い海外から和歌山県内に変更したことで発生した積立金の差額が半年以上経っても保護者に返還されず、部活動などの最中に負傷した生徒の保護者に日本スポーツ振興センターから支給される保険給付金のうち、2021年8月から2022年4月までの16人分107万円を保護者に渡していなかった。同じ2022年には、2ヶ月分のガス料金を滞納して寮のガスが一時止められ熱湯が使用できなくなり、生徒は食堂や風呂が利用できず弁当や銭湯の利用を余儀なくされた。
これらの学校運営の不透明さに、教職員や保護者が南陵学園に説明会や保護者会の開催を求めたが、学園側は対応しなかった。和歌山県も10回以上指導し誓約書まで交わしたが、改善されなかった。

### 教職員のストライキ
2022年5月11日、理事長を除く教職員23人が4月分の給料の未払いや給与から引かれる住民税の不納などの資金管理を理由に、授業を行わないストライキを決行した。当初は3日間の予定だったが、生徒への影響の大きさからストライキは11日の1日で終了し、翌5月12日から授業を再開した。ストライキの後、副校長が学校側に給与の支払いについて説明を求めたが、学校側は副校長に自宅待機を命じた。5月13日には、和歌山県が「著しく不適切な学校経営がストライキにつながった」として学校に行政指導を行い、法人がある静岡県と学校がある和歌山県は、合同で学校法人を調査し、理事長への聞き取りを行うことを決定。6月2日に和歌山県文化学術課の職員が現状確認のために学校を訪問したが、私学事業団の私大共済の掛け金の一部を13か月にわたり滞納し、5月分の教職員の給与も支払わらずに事業継承先の寄付金でまかなおうとしたことが明らかとなった。6月3日、学校はストライキを主導し教職員会議で虚偽の説明をしたとして副校長を懲戒解雇したため、副校長は6月12日に解雇権の乱用を理由に理事長と学校を告訴した。6月24日、静岡県は南陵学園に立ち入り調査を行った。

### 生徒の激減と経営の混乱
このストライキ以降、2022年6月に165人いた生徒の転校が相次いだ。7月8日には、和歌山県から財産確保などを求める措置命令を受け、8月に理事長が小野和利から実業家の井植浩之に交代したが、小野は学校長として学校に残った。10月23日の理事会で「言動が理事長にふさわしくない」として井植は理事長を解任され、理事会の評議員である関口仁が新理事長に就任した。12月27日には、前回の命令への対応が不十分だとして、静岡県は私立学校法に基づく新たな生徒の募集や入学を停止することを命じる措置命令をした。2023年（令和5年）に学園は、経営改善計画の修正や財務状況の書類を静岡県に提出したが、内容の不備から措置命令の解除に至らなかった。

### 経営再建
2024年4月14日、学園の元営業部長で大分県でコンサルタント会社を経営する甲斐三樹彦が理事会で新たな理事長に就任した。甲斐は古巣の経営危機に立ち上がったが、過去2年間の決算書が無く命令書が山積みで放置された状態で、2億5,000万円の借金や滞納金などが合わせて5億円にもなっていた。入学試験が行われなかったため、全校生徒は野球部員10名、バスケットボール部員6名（ナイジェリアからの留学生1名を含む）、吹奏楽部員2名の計18名のみで、全員が3年生の1学級で、教室は1室のみ使用している。新理事長は経営陣を刷新した上で、人脈で得た賛同企業からの援助金や理事長個人の資産、さらにクラウドファンディングで返済にあたり、5月までに2億596万円を支払い、滞納金は全て精算した。それでも、2024年8月時点で毎月1,500万円の赤字が累積していた。
校舎や寮は老朽化している上に修繕されておらず、体育館のバスケットコートは狭くカーテンは穴だらけ。寮は水漏れが頻発し天井は穴やカビが放置され、大浴場はタイルの一部が剥がれたまま使用していた。理事長は自らも寮に寝泊まりし、教職員と共に修繕や草刈りを行うなど設備の改善に着手し、寮の食堂にクーラーを設置したり、会議室を改装してそれまで無かった図書館を新設した。
2024年11月29日、負債の精算や運営に必要な財産の確保、役員や評議員の選任、経営改善計画書などの必要書類の作成などが確認できたとして、静岡県による措置命令が解除された。理事長は2025年（令和7年）度以降の入学試験を目指していたが、措置命令の解除に伴い12月3日に生徒募集を再開すると発表した。普通科120人の部活動と芸術活動に特化した2コースを募集する。なお、校名の再改名が検討されていたが、取り止めとなった。

## 沿革
- 1990年（平成2年）- 1985年に静岡県に開校した国際海洋高等学校（現・菊川南陵高等学校）の兄弟校として、和歌山国際海洋高等学校の校名で開校。
- 1997年（平成9年）- 校名を国際開洋第二高等学校に改称。
- 2010年（平成22年）- 井脇ノブ子が南陵学園の理事長および国際開洋第二高等学校の校長を退任。
- 2011年（平成23年） - 2011年度をもって一時休校とし、在校生徒を菊川南陵高等学校で受け入れること、2012年（平成24年）度の生徒募集を行わないことを発表[5]。
- 2016年（平成28年）- 校名を和歌山南陵高等学校に改称し再開校[29]。当面はスポーツコースの生徒のみが在籍する[12][6]。
- 2022年（令和4年）
  - 5月11日 - 給料の未払いなどにより教職員がストライキを決行し授業が中止される。和歌山県内の私立高校でのストライキは初めて[12]。
  - 5月12日 - 3日間の予定だったストライキを1日で終え、授業を再開[10]。
  - 7月8日 - 静岡県から財産確保などを求める措置命令を受ける[16]。
  - 8月 - 新理事長に井植浩之が就任[17]。
  - 10月23日 - 理事会で井植理事長が解任され、関口仁が新理事長に就任[18]。
  - 12月27日 - 前回の命令への対応が不十分として、静岡県から新たな生徒の募集や入学を停止することを命じる措置命令を受ける[19][20]。
- 2024年（令和6年）
  - 4月14日 - 経営陣が全員退任。新たな理事長として、甲斐三樹彦が就任[21][20]。
  - 6月6日 - 新たな校歌を制定[26][30]。
  - 8月4日 - バスケットボール部が令和6年度全国高等学校総合体育大会（インターハイ）に出場。2回戦敗退[31]。
  - 11月29日 - 静岡県による措置命令が解除される[25][28]。
  - 12月4日 - 生徒募集の再開を発表[25][28]。

## 学科
- 全日制普通科
  - アスリート・芸術コース
  - 進学I類コース
  - 進学II類コース
- 通信制普通科 - 2021年6月以降、公式サイトが更新されていない。
  - 自宅型

## 校歌
作詞：WARSAN、横川翔
作曲：INFINITY16
2024年6月6日に新たな校歌が制定され、体育館で作詞・作曲者によるライブで披露された。作詞・作曲はレゲエアーティストで、理事長が営業部長で在籍していた当時から作成されていた。作曲にはレゲエの作曲技法であるダブが用いられ、『一歩前へ』（INFINITY16 feat.WARSAN）と『ドロだらけのスニーカー』（INFINITY16 feat.横川翔）を元に、新たに歌詞を加えて作られた。レゲエ調の校歌で、全国高等学校野球選手権和歌山大会で流れたのがきっかけに知られることとなった。

## 部活動

### 国際開洋第二高等学校
2010年時点で以下の部活動があった。
- 硬式野球部
- 女子硬式野球部
- 合気道部（男子・女子） - 部員不在で休部
- サッカー部
- ゴルフ部 - 2011年創部としていた。

### 和歌山南陵高等学校
2024年時点で、野球部とバスケットボール部、吹奏楽部のみである。バスケットボール部は2020年から4年連続で全国大会出場の強豪校だが、遠征費用は保護者の寄付やクラウドファンディングで調達した。

## 著名な出身者
- 羽畑公貴（サッカー選手、現サッカー部監督）

## 著名な教職員・関係者
- 田中幸雄（硬式野球部元助監督）